# Франсіско Мануел Баррозо да Сілва
Франсіско Мануел Баррозо да Сілва, барон Амазонас (порт. Francisco Manuel Barroso da Silva, barão do Amazonas; 29 вересня 1804 — 8 серпня 1882) — бразильський флотоводець.
Найбільш відомий командуванням бразильським флотом у Битві при Ріачуело (Війни Потрійного Альянсу). В результаті цієї перемоги Парагвай втратив більшу частину свого бойового флоту, а контроль над річками басейну Ла-Плати перейшов до сил Альянсу, що фактично вирішило хід бойових дій.
За цю перемогу Баррозо був нагороджений імператорським орденом Південного Хреста та отримав титул Барона Амазонас в 1866 році.

## Па'мять
Зараз його іменем названий проспект в центрі Ріо-де-Жанейро (Авеніда Адмірал Баррозу) та існує пам'ятник в тому ж місті на площі Фламінго. На честь його були названі низка кораблів ВМС Бразилії, зокрема побудований у Бразилії корвет, який увійшов у стрій у 2008 році і станом на 2023 рік продовжує службу. 